# Nadim Sawalha
Nadim Sawalha (Madaba, Jordania, 9 de septiembre de 1935) es un actor jordano, padre de las también actrices Julia y Nadia Sawalha.

## Biografía
Nadim nació en Madaba, Jordania, en 1935 y se mudó a Gran Bretaña en la década de 1950 para estudiar artes dramáticas. Su hija Julia reveló en su episodio de ¿Quién crees que eres? que incluso él no está seguro de su fecha de nacimiento, pero se cree que es alrededor del 7 al 9 de septiembre. Sawalha está casada con Roberta Lane y tiene tres hijas, Julia, Nadia Sawalha y Dina. Su hermano es el comediante Nabil Sawalha.

## Filmografía

### Televisión
| Año         | Título                                            | Papel              | Notas                                                 |
| ----------- | ------------------------------------------------- | ------------------ | ----------------------------------------------------- |
| 1976        | Space: 1999                                       | Zoran              | episodio "The Immunity Syndrome"                      |
| 1976        | The Sweeney                                       | Capitán Shebbeq    | episodio "Visiting Fireman"                           |
| 1976        | Survivors                                         | Amul               | episodio "Lights of London" partes 1 y 2              |
| 1977        | The Professionals                                 | Sheikh Achmeia     | episodio "Long Shot"                                  |
| 1979        | The Knowledge                                     | Arab Man           |                                                       |
| 1979        | Minder                                            | Sardi              | episodio A Tethered Goat in Series 1                  |
| 1981 a 1982 | Sorry, I'm A Stranger Here Myself                 | Mumtaz             |                                                       |
| 1984        | Bergerac                                          | Zaki Mansoor       | episodio A Touch Of Eastern Promise Temporada 3 Ep. 6 |
| 1985        | Open All Hours                                    | Mr.Gupta           | episodio "Horse-Trading"                              |
| 1990        | House of Cards                                    | Bank Manager       | episodio 1                                            |
| 1995        | Dangerfield                                       | Dr. Shaaban Hamada |                                                       |
| 2000        | Arabian Nights                                    | Judge Zadic        |                                                       |
| 2002        | The Last Cavalier                                 |                    |                                                       |
| 2003        | Lawrence of Arabia: The Battle for the Arab World | Narrador           | PBS                                                   |
| 2007        | Diana: Last Days of a Princess                    | Mohammed Al-Fayed  | docudrama                                             |
| 2008        | House of Saddam                                   | Rey Hussein        |                                                       |

## Cine
| Año  | Título                        | Papel                                                   | Notas |
| ---- | ----------------------------- | ------------------------------------------------------- | ----- |
| 1973 | Yellow Dog                    | Piloto árabe                                            |       |
| 1973 | A Touch of Class              | Gerente de hotel nocturno                               |       |
| 1974 | Callan                        | Padilla                                                 |       |
| 1974 | Gold                          | Un miembro del Sindicato                                |       |
| 1974 | Vampira                       | Un representante de aerolínea                           |       |
| 1975 | El viento y el león           | El Sherif de Wazan                                      |       |
| 1975 | El regreso de la pantera rosa | Guía de museo                                           |       |
| 1977 | Are You Being Served?         | El intérprete del emir                                  |       |
| 1977 | Sweeney!                      | Presidente de la Conferencia de Productores de Petróleo |       |
| 1977 | Simbad y el ojo del tigre     | Hassan                                                  |       |
| 1977 | The Spy Who Loved Me          | Aziz Fekkesh                                            |       |
| 1980 | The Awakening                 | Dr. El Sadek                                            |       |
| 1985 | Young Sherlock Holmes         | Tabernero egipcio                                       |       |
| 1987 | The Living Daylights          | Jefe de policía tangerino                               |       |
| 1987 | Ishtar                        | Dueño de la tienda de alfombras y vendedor de camellos  |       |
| 1991 | Company Business              | Faisal                                                  |       |
| 2005 | Syriana                       | Emir Hamad Al-Subaai                                    |       |
| 2006 | The Nativity Story            | Melchor                                                 |       |
| 2007 | Whatever Lola Wants           | Adham                                                   |       |
| 2008 | Capitán Abu Raed              | Abu Raed                                                |       |
| 2010 | West Is West                  | Pir Naseem                                              |       |
| 2015 | The Rendezvous                |                                                         |       |